# Осетровское Лесничество
Осетровское Лесничество — поселок в Венёвском районе Тульской области в составе Центрального сельского поселения.

## География
Поселок находится в северо-восточной части Тульской области на расстоянии приблизительно 14 км на запад от города Венёв, административного центра района.

## История
Поселок был отмечен на карте перед Великой Отечественной войной как безымянное лесничество.

## Население
Постоянное население составляло 56 человек (русские 93 %) в 2002 году, 41 в 2010.

## Экономика
Загородный отель «Just WOOD» (ранее «Золотой Осётр»).